# Endurance-ekspeditionen
Endurance-ekspeditionen (officielt Imperial Trans-Antarctic Expedition) 1914–17 var en ekspedition, som blev planlagt og ledet af Ernest Shackleton med det formål at krydse det antarktiske kontinent. Efter Roald Amundsens erobring af Sydpolen i 1911 anså Shackleton krydsningen af kontinentet som den sidste store udfordring i Antarktis. Ekspeditionen mislykkedes i at nå sit mål, men regnes alligevel som en af de største begivenheder i den heroiske tidsalder for antarktisudforskning.
Ekspeditionen var planlagt således, at Shackleton skulle gå i land omkring Vahselbugten og derfra krydse Antarktis mod Rosshavet på den anden side af kontinentet. En anden gruppe, Rosshavsgruppen, skulle rejse til den modsatte side af kontinentet, hvor de skulle etablere en lejr ved McMurdo Sound og herfra placere en række depoter over Ross Iskanten til foden af Beardmoregletsjeren. Depoterne var afgørende for Shackletons gruppes overlevelse, da gruppen ikke havde kapacitet til at medtage tilstrækkeligt med forsyninger på rejsen over isen. Ekspeditionen medbragte to skibe, Endurance under Shackletons kommando og Aurora under Rosshavsgruppens kommando.
Ekspeditionsfartøjet Endurance blev fanget af isen før landgang kunne ske og blev med isen ført nordpå gennem den antarktiske vinter i 1915. Til sidst blev skibet skruet ned af isen, og de 28 mand blev efterladt på en isflage. Efter flere måneder på den drivende is drog mandskabet i tre redningsbåde til den ubeboede og ugæstfri Elephant Island nord for Antarktis. Shackleton og fem andre drog herefter ud på en 1.300 km lang sørejse i én af redningsbådene mod South Georgia, hvor de landede på øens ubeboede sydkyst. Efter at have forceret de uvejsomme bjerge på øen, ankom de til øens nordside, hvor det lykkedes at få kontakt til norske hvalfangere, der kunne skaffe hjælp til de efterladte på Elephant Island.
Rosshavsgruppen, der befandt sig på den anden side af kontinentet, overvandt også store udfordringer for at gennemføre deres opgaver. Aurora rev sig løs fra fortøjningen under en storm og var ude af stand til at vende tilbage før året efter. Landgruppen befandt sig dermed uden nødvendigt udstyr og proviant. Til trods for dette lykkedes det at udlægge depoter, men tre liv gik tabt under denne opgave.

## Forberedelse

### Baggrund
På trods af den offentlige berømmelse, der fulgte med Shackletons bedrifter under Nimrod ekspeditionen i 1907–09, var eventyreren rastløs og var med den britiske ski-pioneer Sir Harry Brittains ord blevet "en noget omflakkende fyr". Shackleton ønskede at vende tilbage til Antarktis, men planerne for fremtiden afhang af Scotts Terra Nova-ekspedition, der havde forladt Cardiff i juli 1910. De overraskende nyheder om Amundsens succes med at nå Sydpolen nåede Shackleton den 11. marts 1912. Dette medførte en ændring af fokus, uanset hvad Scotts ekspedition opnåede. Shackleton skrev: "Fundet af Sydpolen er ikke enden på ekspeditionerne i Antarktis". Den næste mission ville ifølge Shackleton blive en rejse på tværs af kontinentet, fra kyst til kyst, over polen. Der var imidlertid andre, der som Shackleton forfulgte dette mål. Den 11. december 1911 sejlede en tysk ekspedition under ledelse af Wilhelm Filchner fra South Georgia med mål at trænge dybt ind i Weddellhavet og etablere en sydlig base, hvorfra de ville forsøge at krydse kontinentet over til Rosshavet. Mod slutningen af 1912 vendte Filchner tilbage til South Georgia efter at have måtte opgive at etablere en base som planlagt. Shackleton havde dog noteret, Filchners opdagelse af mulige landgangssteder ved Vahselbugten, og Shackleton inddrog disse opdagelser i sine planer for en ekspedition.

### Shackletons plan
| Citat | Efter Amundsen har besejret Sydpolen blot få dage før den britiske ekspedition ledet af Scott, udestår blot én stor bedrift i udforskningen af Antartis - at krydse Sydpolens kontinent fra hav til hav. | Citat |
|       | |       |

Shackleton gav ekspeditionen navnet "The Imperial Trans-Antarctic Expedition", da han mente, at det "ikke blot personerne på disse øer, men vore slægtninge i alle områder under Union Jack, vil være villige til at bidrage til at gennemføre denne ekspedition." For at skabe interesse i offentligheden udsendte Shackleton i begyndelsen af 1914 et detaljeret program. Ekspeditionen skulle varetages af to skibe og to grupper. Én gruppe (Wendellhavet-gruppen) skulle rejse med skibet Endurance og fortsætte til området omkring Vahselbugten, hvor 14 mand skulle gå i land. Af disse skulle seks mand, herunder Shackleton, udgøre gruppen, der skulle krydse kontinentet. Denne gruppe, med 69 hunde, to slæder med motor og udstyr med "alt hvad gruppens leder og eksperter kan foreslå", skulle herefter gennemføre den 2.900 km lange rejse på tværs af kontinentet til Rosshavet. De resterende otte mand skulle blive og udføre videnskabelige eksperimenter; tre personer skulle drage mod Graham Land, tre mod Enderby Land og to skulle forblive ved det oprindelige landsætningssted, hvor der blev etableret en base.
Rosshavsgruppen skulle rejse mod Rosshavet på den modsatte side af kontinentet. Der skulle de drage mod McMurdo Sound i det inderste af Rosshavet. Efter landgang skulle gruppen gå den krydsende gruppe i møde og udlægge depoter på vejen. Rosshavsgruppen skulle om foretage "geologiske og andre observationer". I programmet for ekspeditionen gav Shackleton udtryk for sin forventning om, at kontinentet ville blive krydset i løbet af 1914–15. Senere erkendte han det urealistiske i denne forventning, men han undlod at informere Mackintosh om denne ændring af planen. Ifølge korrespondent ved The Daily Chronicle, Ernest Perris, skulle Mackintoshs instruktioner være blevet præciseret via et telegram, men et sådant blev aldrig sendt.

### Finansiering
Shackleton anslog, at det var nødvendigt med £50.000 (nutidsværdi ca. 40 millioner kroner) for at kunne gennemføre den mest simple version af sin plan. Han troede ikke på, at det var muligt at indsamle pengene gennem appel til offentligheden: "(de) skaber uendelige bogholderimæssige bekymringer". Hans foretrukne metode var at skaffe sig bidrag fra velhavende støtter, og han var gået i gang med dette arbejde i begyndelsen af 1913, men uden den store succes. Den første væsentlige opmuntring kom i december 1913, da regeringen tilbød ham £10.000 under forudsætning af, at han selv kunne rejse et tilsvarende beløb fra private kilder. The Royal Geographical Society, som Shackleton ikke havde forventet sig nogen støtte fra, gav ham £1.000. Ifølge Huntford lod Shackleton selskabet vide, at han alene behøvede halvdelen af denne sum. Lord Rosebery, der tidligere havde tilkendegivet sin manglende interesse i polarekspeditioner, donerede £50. I februar 1914 rapporterede The New York Times, at drejebogsforfatteren J. M. Barrie – en nær ven af Scott – i al hemmelighed havde doneret $50.000 (omkring £10.000). Tiden var ved at rinde ud for Scackletoin, men de sidste nødvendige donationer blev bragt på plads i første halvdel af 1914. Dudley Docker fra Birmingham Small Arms Company (BSA) donerede £10.000, den velhavende tobaksenke Janet Stancomb-Wills donerede et "generøst" beløb (det præcise beløb blev aldrig offentliggjort), og i juni donerede den skotske industrimagnat Sir James Caird £24.000. Shackleton informerede The Morning Post, at "denne fantastiske gave befrier mig fra alle bekymringer".
Shackleton havde nu penge til at fortsætte. Han købte for £14.000 en 300-ton barkentine kaldet Polaris, der var blevet bygget for den belgiske eventyrer Adrien de Gerlache til en ekspedition til Spitsbergen. Ekspeditionen til Spitzbergen var ikke blevet til noget, og skibet var derfor sat til salg. Shackleton ændrede skibets navn til Endurance efter familiemottoet "By endurance we conquer" ("Vi erobrer ved udholdenhed"). For yderligere £3.200 købte han Douglas Mawsons ekspeditionsskib Aurora, der lå i havn i Hobart i Tasmanien. Aurora skulle være Rosshavsgruppens fartøj.
Den totale sum penge, som Shackleton fik samlet sammen, er ikke kendt, da størrelsen af Stancomb-Wills' donation er ukendt. Pengemangel var et løbende problem for ekspeditionen. For at spare blev Rosshavsgruppens budget halveret, hvilket gruppens leder Aeneas Mackintosh først fandt ud af, da han ankom til Australien for at lede gruppens forberedelser. Mackintosh måtte tigge og bede for at skaffe sig midler og forsyninger for at få sin del af ekspeditionen til at kunne gennemføres. Pengemangel var også et problem, da det blev nødvendigt at redde Rosshavsgruppen, da behovet opstod i 1916. Shackleton havde imidlertid opdaget ekspeditionens muligheder for at rejse penge gennem salg af udgiverrettigheder. Han solgte på eksklusiv basis udgiverrettigheder til The Daily Chronicle og grundlagde "The Imperial Trans Antarctic Film Syndicate", der fik overdraget filmrettighederne.

## Deltagere
Ifølge overleveringen indrykkede Shackleton en annonce i en avis i London med følgende indhold: "Mænd søges til farlig rejse. Lav hyre, hård kulde og lange timer i fuldstændigt mørke. Sikker hjemkomst tvivlsom. Ære og anerkendelse i tilfælde af succes." Det er dog tvivlsomt, om der nogensinde blev indrykket en annonce. Shackleton modtog mere end 5.000 ansøgninger om en plads i ekspeditionen, herunder et brev fra "tre sportslige piger", der nævnte, at hvis deres kvindelige fremtræden var upraktisk, så ville de "bare elske at bære maskulint tøj". Antallet af deltagere i hver del af ekspeditionen blev skåret ned til 28 hver. Blandt de udvalgte var William Bakewell, der kom ombord på skibet i Buenos Aires, og Bakewells ven Perce Blackborow, hvis ansøgning var blevet afslået, men alligevel mødte op på skibet. Derudover var der adskillige, der blev valgt i sidste øjeblik. Et midlertidigt besætningsmedlem, der trådte til i sidste øjeblik, var Sir Daniel Gooch, der bistod Shackleton med at håndtere hundene. Han forlod Endurance på South Georgia. Hyren var $240 om året for en dygtig sømand, $750 for en videnskabsmand, selvom Shackleton mente, at deltagelse i ekspeditionen var tilstrækkelig betaling.
Til ekspeditionens næstkommanderende valgte Shackleton Frank Wild, der havde været med ham på de to tidligere ekspeditioner Discovery og Nimrod, og som havde været med på "Længst sydpå"-holdet i 1909. Wild var netop hjemkommet fra Mawsons australske ekspedition i Antarktis. Som kaptajn på Endurance havde Shackleton ønsket John King Davis, der havde været kaptajn på Aurora under den australske antarktisekspedition, men Davis ønskede ikke at deltage, da han anså projektet som "fortabt", så jobbet gik i stedet til Frank Worsley, der havde ansøgt om deltagelse efter at have erfaret om projektet i en drøm. Chief Petty Officer i Royal Navy, Tom Crean, der havde modtaget "The Albert Medal" for at have reddet Løjtnant Evans på Terra Nova-ekspeditionen, tog orlov fra Royal Navy for at blive styrmand på Endurance. En anden erfaren deltager var Alfred Cheetham, der blev tredje kommanderende. To veteraner fra Nimrod blev hyret til deltagelse i Rosshavsgruppen: Aeneas Mackintosh, der blev lederen og Ernest Joyce. Shackleton havde håbet, at Aurora ville få en besætning fra flåden, og havde ansøgt det britiske Admiralty om officerer og menig besætning, men flåden afslog ansøgningen. Efter at have presset på, fik Shackleton en officer fra Royal Marines, Captain Thomas Orde-Lees, der var leder af marinekorpsets fysiske træningscenter.
De seks videnskabsfolk, der var ombord på Endurance, var de to kirurger Alexander Macklin og James McIlroy; geologen James Wordie; biologen Robert Clark; fysikeren Reginald James og meteorologen Leonard Hussey, der endte med at redigere Shackletons rapport om expeditionen South. Til forevigelsen af ekspeditionen var udpeget fotografen Frank Hurley og kunstneren George Marston. Den endelige sammensætning af Rosshavsgruppen skete i hast. Nogle der havde rejst fra England til Australien for at komme ombord på Aurora, men afmønstrede før skibet sejlede ud, og det var tvivlsomt til sidste øjeblik, om skibet kunne blive fuldt bemandet. Kun Mackintosh og Joyce havde tidligere erfaring med ophold i Antarktis. Mackintosh havde på Nimrod-ekspeditionen mistet et øje og havde forladt ekspeditionen i utide.

## Ekspeditionen

### Weddellhavsgruppen

#### Rejsen over isen
Endurance forlod Plymouth i England den 8. august 1914 med kurs mod Buenos Aires. Shackleton var ikke med på skibet, da han var optaget i England med planlægningen af ekspeditionen. Shackleton tog et senere, og hurtigere, skib, og mødtes senere med Endurance. Hurley kom også ombord med William Bakewell og Perce Blackborow, der havde sneget sig ombord, og de ekstra deltagere kom med i gruppen. Den 26. oktober 1914 sejlede skibet mod Sydatlanten, hvor det ankom til South Georgia den 5. november. Efter et månedslangt ophold på hvalstationen Grytviken sejlede Endurance mod Antarktis den 5. december 1914. To dage senere mødte skibet til Shackletons store overraskelse pakis så langt nordpå som 57°26′S, hvilket tvang Endurance til at lægge kursen om. Under de følgende dage pakkede isen yderligere; den blev så tyk, at skibet sad fast den 14. december i 24 timer. Tre dage senere blev skibet stoppet igen af isen. Shackleton skrev: "Jeg havde forventet onde betingelser i Weddellhavet, men havde håbet, at pakisen var tilstrækkelig løs. Hvad vi opdagede var en temmelig tæt pakis, der var svært gennemtrængelig".
Endurances fremdrift var frustrerende langsom indtil den 22. december, hvor isen åbnede sig og skibet igen kunne sejle sydpå. De næste to uger kunne gruppen fortsætte dybt ind i Weddellhavet. Yderligere forsinkelser ramte herefter gruppen efter årsskiftet, indtil et langt ryk sydpå i dagene 7.-10. januar 1915 bragte gruppen tæt på iskanten, der ligger om Antarktis' kyst ved Coats Land. Dette område var blevet udforsket af William Speirs Bruce i 1904 under "Scottish National Antarctic Expedition". Den 15. januar 1915 kom Endurance tæt på en stor gletsjer, hvis kant havde en bugt, der var egnet til landsætning. Shackleton mente dog, at de var for langt nord for Vahselbugten, hvorfor landsætning ved gletsjeren alene burde ske "i nødstilfælde" — en beslutning han senere ville komme til at fortryde. Den 17. januar nåede skibet 76°27′S bredde, hvor land kunne skimtes. Shackleton gav området navnet Caird Coast efter sin næstkommanderende. Dårligt vejr tvang skibet til at søge lå i læ af et strandet isbjerg.
Ekspeditionen var nu tæt ved Luitpold Land, der var opdaget af Filchner i 1912. Længere sydpå lå deres mål, Vahselbugten. Den næste dag blev skibet presset ca. 23 km vestpå men lagde herefter om til sydlig kurs, førend skibet igen blev stoppet af isen. Positionen var 76°34′S, 31°30′W. Efter at have ligget stille i ti dage blev skibets motorer slukket for at spare brændstof. Gentagne forsøg på at gøre hende fri af isen, beordrede Shackleton den 14. februar alle mand på isen med spader, save og økser for at frigøre skibet fra isen og skabe en passage, men arbejdet var forgæves. Shackleton opgav ikke håbet om at bryde fri af isens greb, men overvejede nu "muligheden for at måtte tilbringe en vinter i pakisens fjendtlige greb".

#### Endurancesdrift med isen
Den 21. februar 1915 var Endurance, stadig fastlåst i pakisen, drevet til hendes hidtil mest sydlige position, 76°58′S. Derefter bevægede hun sig med isen i nordlig retning. Den 24. februar erkendte Shackleton, at de ville være låst i isen resten af vinteren og beordrede besætningen at forlade skibet. De medbragte hunde blev taget af borde og anbragt i en "is-kennel" og skibets interiør blev afmonteret og anvendt som ly for besætningsmedlemmerne på isen. Ekspeditionen havde medbragt en radio, men de var for langt væk for at kunne sende eller modtage signaler.
Shackleton vidste, at Wilhelm Filchners skib, Deutschland, også var blevet fanget i isen i det samme område tre år tidligere. Efter Filchners forsøg på at etablere en base på land ved Vahselbugten var slået fejl, var Deutschland blevet fanget i isen den 6. marts 1912 omkring 320 km fra kysten ved Coats Land. Seks måneder senere, ved 63°37’ bredde, var skibet sluppet fri af isen, og kunne herefter sejle til South Georgia uden at have lidt nævneværdig overlast. Shackleton regnede med, at en tilsvarende forløb muligvis kunne give Endurance muligheden for at gøre et nyt forsøg på at nå Vahselbugten til foråret.
I februar og marts 1915 bevægede isen sig langsomt. I slutningen af marts 1915 beregnede Shackleton, at skibet havde bevæget sig blot 153 km siden 19. januar. Men som vinteren satte ind, blev isens bevægelser forstærket, og den omkringliggende is' karakter ændrede sig. Den 14. april 1915 rapporterede Shackleton, at den nærliggende pakis rejste sig i isskruninger, og at Endurance ville "blive knust som en æggeskal", hvis skibet blev fanget i disse bevægelser. I maj 1915, da Solen gik ned for vintermånederne, var Endurance i positionen 75°23′S, 42°14′W, stadig i drift nordpå. Der var mindst fire måneder til foråret, hvor Endurance muligvis kunne bryde fri af isen, men der var ingen sikkerhed for, at Endurance ville bryde fri tidligt nok til at kunne forsøge at vende tilbage til området ved Vahselbugten. Shackleton overvejede nu mulighederne for at finde et landgangssted på den vestlige del af Weddellhavets kyster, hvis det var muligt at nå kysten der. "Indtil da må vi vente", skrev han.
I de mørke vintermåneder i maj, juni og juli var Shackleton optaget af at bevare mandskabets moral og fysiske tilstand. Selv om mulighederne for motion var begrænsede, blev hundene løbende trænet, og til tider blev endog arrangeret væddeløb. Besætningen blev opfordret til at gå tur i måneskinnet og ombord på skibet blev arrangeret teaterforestillinger. Særlige mærkedage, såsom den britiske Empire Day (24. maj) blev behørigt fejret. De første tegn på, at isen var ved at bryde op, indtraf den 22. juli 1915. Den 1. august indtraf en syd-vestlig kraftig snestorm, begyndte isflager at bryde op omkring skibet. Presset fra isen sendte flager af is under skibets køl og fik det til at krænge voldsomt. Positionen var farlig; Shackleton skrev: "Effekten af isens pres omkring os indgyder ærefrygt. Kæmpe blokke af is .... rejste sig langsomt, indtil de som kirsebærsten mellem to fingre sprang op af isen ... hvis skibet blev taget af isen, vil hendes skæbne blive beseglet". Faren gik dog over, og de følgende uger var rolige. I denne forholdsvis rolige periode drev skibet ind i et område, hvor kaptajn Benjamin Morrell med skibet Wasp i 1823 havde rapporteret en kystlinje, som han havde kaldt New South Greenland. Der var ingen tegn på sådant land og Shackleton konkluderede, at Morrell havde forvekslet store isbjerge med land.
Den 30. september 1915 blev skibet udsat for, det som Shackleton beskrev som "de værste isskruninger vi havde oplevet". Worsley beskrev isskruningerne som at blive "kastet frem og tilbage som en badmintonbold et dusin gange". Den 24. oktober 1915 blev skibets styrbordside presset mod en stor isflage. Trykket fortsatte indtil skibets skrog begyndte at bøje og splintre, så vandet trængte ind i skibet. Skibets tømmer splintrede i en lyd, som sømændene senere beskrev som lyden af "kraftigt fyrværkeri og affyringen af kanoner". Forsyningerne og tre redningsbåde blev flyttet ud på isen, mens besætningen forsøgte at pumpe det indtrængende vand ud og sikre skroget, men efter et par dage, og i temperaturer på -25 °C, måtte Shackleton give ordre til at forlade skibet. Skibet blev forladt på positionen 69°05′S, 51°30′W. Vraget forblev flydende og i løbet af de næste par dage lykkedes det at redde yderligere forsyninger og gods, herunder Hurleys fotografier og kameraer, der oprindeligt var blevet forladt. Af omkring 550 fotografiske plader valgte Hurley de bedste 150 (det højeste antal, som kunne bæres) og resten blev smadret.

#### Lejr på isen
Da skibet gik ned blev planen om at krydse Antarktis opgivet og fokus blev ændret til at koncentrere sig om overlevelse, herunder at sikre sko til gruppen. Mandskabet havde ikke tilstrækkelige sko med, og de måtte skære nye sko af træ ud af det træ, som de havde kunne tage fra skibet før det gik ned. Shackletons ønskede at drage vestpå til flere mulige destinationer. Hans første tanke var at drage mod Paulet Island, hvor han vidste, at der var et stort depot af fødevarer, som han 12 år tidligere havde arrangeret under Otto Nordenskjölds svenske ekspedition i 1902–04. Andre muligheder var Snow Hill Island, der havde været Nordenskjölds vinterbase, eller Robertson Island. Shackleton mente, at de fra en af disse øer ville være i stand til at nå og krydse Graham Land og derfra nå hvalfangerstationerne i Wilhelmina Bay. Han regnede sig frem til, at Endurance havde været ca. 553 km fra Paulet Island, da skibet blev forladt. Worsley beregnede afstanden til Snow Hill Island til 500 km og yderligere 190 km til Wilhelmina Bay. Han anså, at det ville være for risikabelt at forsøge at nå dertil til fods, og at de i stedet burde forblive på isen indtil de med isen ville blive ført til åbent vand, hvorfor de ville kunne undslippe i bådene. Shackleton var dog uenig og fastholdt, at de skule bevæge sig til fods.
Gruppen brød op den 30. oktober 1915 for at bevæge sig til fods. De medbragte to af Endurances redningsbåde, der blev trukket på slæder. Før de drog af sted måtte Shackleton beordre de svageste dyr skudt, herunder "Mrs. Chippy", tømrerens kat og en hvalp, der var blev lægen Macklins kæledyr. Gruppen kom hurtigt i problemer, da forholdene på isen blev forværret. Ifølge Hurley blev isens overflade "en labyrint af kløfter og slugter", hvor blot få kvadratmeter var jævn. På tre dage lykkedes det blot gruppen at tilbagelægge 3,2 km, og den 1. november opgav Shackleton at komme videre over isen. Gruppen skulle i stedet slå lejr og vente på at isen brød op. Lejren var beliggende på en flad isflage, hvor deres march var stoppet. Lejren fik navnet "Ocean Camp". Gruppen kunne stadig kome ombord i vraget af Endurance, der fortsat drev med isen kort ved lejren. Mange af de forladte forsyninger blev hentet, indtil skibet den 21. november 1915 sank gennem isen.
Det var ikke muligt at bemærke isens drift, selvom isen i slutningen af november 1915 drev med op til 11 km og dagen. Den 5. december havde de passeret 68°S, men retningen gik fra nord over i øst, hvilket bragte dem i en position, hvorfra det ville blive vanskeligt at nå Snow Hill Island, selvom Paulet Island længere nordpå fortsat var en mulighed. Øen var omkring 400 km væk og Shackleton ønskede at reducere den distance som det var nødvendigt at sejle i redningsbådene. Han beordrede derfor den 21. december en ny march, der skulle begynde den 23. december.
Omstændighederne var dog ikke blevet bedre siden det sidste forsøg. Det var blevet varmere, hvilket betød, at mændene sank ned i blød sne i kløfterne i isen, mens de forsøgte at trække bådene over isen. Den 27. december 1915 gjorde skibstømreren Harry McNish oprør og nægtede at arbejde. Han gjorde gældende, at han efter Endurances forlis ikke længere var under sørettens bestemmelser, og at han ikke var under skibsførerens kommando. Shackletons bestemte reaktion overfor forsøget på mytteri overbeviste McNish til atter at lade sig underordne kommando, men hændelsen blev ikke glemt. På trods af McNishs senere vigtige bidrag til gruppens overlevelse, var han en af de fire deltagere, der ikke modtog Polarmedaljen efter Shackletons indstilling. To dage senere, efter blot 12 km tilbagelagt på syv dage, afblæste Shackleton yderligere march, da han konstaterede, at "det vil tage os mere end tre hundrede dage at nå land". Gruppen satte telte op og blev i den nye lejr, der fik navnet "Patience Camp" ("Tålmodighedslejren"), der ville blive gruppens base de næste tre måneder.
Forsyningerne var ved at rinde ud. Hurley og Macklin blev sendt tilbage til Ocean Camp for at hente mad, der var blevet efterladt for at lette vægten under marchen. Den 2. februar 1916 sendte Shackleton en større gruppe tilbage for at hente den sidste redningsbåd. Som ugerne gik blev manglen på mad kritisk, og mændene spiste nu næsten kun sælkød, der tidligere kun var blevet spist for variationens skyld. I januar var alle hundene, bortset fra to hold, blevet skudt, da de spiste for meget af sælkødet. De to sidste hold hunde blev skudt den 2. april og spist af mændene. I mellemtiden var isens drift blevet uregelmæssig. Efter at have ligget stille omkring 67° i flere uger, opstod i slutningen af januar en række pludselige bevægelser i isen, der bragte gruppen mod nordøst. Den 17. marts 1915 var Patience Camp bragt på samme breddegrad som Paulet Island, men omkring 100 km for østligt. "Det kunne lige så godt have været 1.000 km, når henses til vore muligheder for at nå øen over havisen" skrev Shackleton.
Gruppen havde nu land i syne det meste af tiden. Gruppen kunne se toppen af Mount Haddington på James Ross Island mens de langsomt drev forbi øen. De var nu for langt nordpå for at nå Snow Hill eller Paulet Island; Shackleton noterede, at alle håb knyttede sig til de to tilbageværende øer ved den nordlige del af Graham Land. Det var Clarence Island og Elephant Island ca. 160 km nord for deres position den 25. marts. Han overvejede situationen yderligere og besluttede, at Deception Island formentlig var et bedre mål. Øen lå langt mod vest mod enden af kæden, der udgjorde Sydshetlandsøerne, men Shackleton mente, at man kunne nå øen ved at hoppe fra ø til ø. Fordelen var, at øen ofte var besøgt af hvalfangere og måske ville have forrådsdepoter. Samtlige disse destinationer krævede en farlig rejse i redningsbådene, når isflagen, hvor de havde slået lejr, ville bryde op. Redningsbådene var tidligere blevet navngivet efter de tre største bidragsydere til ekspeditionen: James Caird, Dudley Docker og Stancomb Wills. De to sidstnævnte er stadig på stranden på Elephant Island, hvorunder 22 af besætningsmedlemmerne fandt ly i fire og en halv måned.

#### Turen i redningsbådene til Elephant Island
Signalet til at forlade Patience Camp kom om aftenen den 8. april, da isflagen pludselige delte sig. Gruppen befandt sig nu på en lille trekantet flage af is; brød denne op, ville det være en katastrofe, så Shackleton forberedte, at gruppen skulle gå i redningsbådene og forlade lejren. Han havde besluttet, at de, om muligt ville forsøge at nå den fjerne Deception Island, fordi der på øen var blevet rejst en kirke af træ til brug for hvalfangerne. Kirken ville kunne bruges til at bygge en båd, der ville kunne sejle på havet. Kl. 13 den 9. april blev Dudley Docker som den første sat i vandet og en time efter var alle tre både i havet. Shackleton tog selv kommando over James Caird, Worsley fik kommando over Dudley Docker og navigationsofficer Hubert Hudson fik formelt kommandoen over Stancomb Wills, men grundet Hudsons skrøbelige sindstilstand var den reelle befalingshavende Tom Crean.
Bådene var omgivet af is og var afhængige af, at vandet åbnede sig. Fremdrift var farlig og uregelmæssig. Bådene sad ofte fast i flager eller blev trukket op på flagerne mens mændene ventede på at forholdene gjorde det muligt at komme videre. Shackleton vaklede mellem flere potentielle destinationer. Den 12. april afviste han forskellige øer og besluttede sig for Hope Bay på spidsen af Graham Land. Forholdene i bådene var dog stærkt opslidende for mændene med temperaturer ned til −30 °C, kun lidt mad og iskoldt havvand, der regelmæssigt skyllede over rælingerne. Shackleton bestemte sig derfor i stedet for Elephant Island, der som det nærmeste af de mulige mål var den eneste realistiske mulighed.
Den 14. april lå bådene udfor den sydøstlige kyst på Elephant Island uden dog at kunne gå i land, da kysten bestod af stejle klipper og gletsjere. Den næste dag rundede James Caird øens østligste punkt og nåede nordkysten, hor de observerede en smal stenstrand. Kort efter var bådene atter samlet på dette potentielle landgangssted. Det var imidlertid klart efter mærkerne på stranden, at højvandet ville overskylle stranden, hvorfor der ikke kunne slås permanent lejr på stranden. Den næste dag drog Wild og besætningen afsted i Stancomb Wills for at finde et mere sikkert sted at gøre landgang. De fandt et langt stykke land på 11 km mod vest, der var egnet til landgang og efter at have samlet bådene drog alle nu mod dette sted, som siden blev navngivet "Point Wild".

#### Rejsen medJames Caird
Elephant Island var en fjerntliggende ubeboet ø, der sjældent fik besøg af hvalfangere eller af andre skibe. Hvis gruppen skulle kunne vende tilbage til civilisationen var det nødvendigt at skaffe hjælp. Den eneste realistiske mulighed var at sende en af redningsbådene over havet på en rejse på 1.300 km til South Georgia. Shackleton havde opgivet tanken om at bringe gruppen til Deception Island på grund af den dårlige fysiske forfatning, som besætningen efterhånden var kommet i. Port Stanley på Falklandsøerne var tættere end South Georgia, men det var ikke muligt at nå Port Stanley, da dette ville kræve, at de sejlede mod kraftige vinde.
Shackleton udvalgte den besætningen til turen mod South Georgia: Sig selv, Frank Worsley som navigatør, Crean, McNish, John Vincent og Timothy McCarthy. På instruks fra Shackleton gik McNish straks i gang med at forberede James Caird til rejsen. Frank Wild blev tilbage med kommando over den resterende gruppe på Elephant Island med instruks om at drage mod Deception Island det kommende forår, hvis Shackleton ikke var vendt tilbage inden da. Shackleton medtog kun forsyninger til fire uger, da han vidste, at hvis båden ikke var nået South Georgia inden da, så ville den formentlig alligevel ikke være nået frem.
Den 6,85 meter lange James Caird blev søsat til turen den 24. april 1916. Turens succes afhang af præcisionen af Worsleys navigation, der skulle udføres under de allermest primitive forhold. Vinden var overvejende i nordvest, hvilket var en stor fordel, men de urolige forhold på vandet betød, at båden hurtigt blev oversvømmet med iskolde søer. Hun isede til med et tykt lag is, der gjorde båden tung og vanskelig manøvrerbar. Den 5. maj blev båden ramt af en nordvestlig snestorm, der næsten ødelagde båden med det som Shackleton beskrev som de højeste bølger, han nogensinde havde set på sine 26 år på havet. Efter 14 dage på et oprørt iskoldt hav fik besætningen den 8. maj South Georgia i sigte. Efter yderligere to dage med tunge søer og orkanlignende vinde, lykkedes det besætningen at nå land på øens sydkyst i King Haakon Bay.

#### Rejsen over South Georgia
Efter landgangen i King Haakon Bay fik besætningen en kort hvilepause. Problemet for besætningen var imidlertid, at øens sydkyst var ubeboet, og at hvalfangerstationerne lå på nordkysten på den anden siden af uvejsomme snedækkede bjerge. For at nå til nordkysten var det derfor nødvendigt enten at sejle rundt om øen i båden eller at krydse øen til fods gennem ukendt bjergrigt terræn. Båden var efter rejsen fra Elephant Island i en ringe tilstand og gruppens fysiske tilstand, særlig Vincent og McNish, betød, at den eneste realistiske mulighed var at krydse øen til fods.
Efter at have samlet kræfter i fem dage sejlede gruppen med båden et kort stykke østpå til bunden af en dyb bugt, der ansås som et egnet udgangspunkt for at krydse øen. Shackleton, Worsley og Crean påtog sig at krydse øen, mens de øvrige skulle forblive på stranden i bugten på det sted de navngav Peggotty Camp, for senere at blive hentet, efter at de tre havde hentet hjælp. En storm den 18. maj udskød turen, men da stormen var stilnet af den næste dags eftermiddag, begyndte rejsen den næste dag.
De tre, der var udset til at krydse South Georgia til fods, havde intet kort over øen, og den valgte rute blev valgt ud fra fornemmelser og gætværk. Ved daggry var gruppen nået op i bjergene i 910 meters højde, hvorfra de kunne se nordkysten. De var over Possession Bay, hvilket betød, at de måtte bevæge sig østover for at nå deres mål, der var hvalstationen Stromness. Dette betød, at de måtte gå tilbage i den første af mange tilbagetrækninger, der kom til at forlænge turen og som frustrerede mændene. Ved slutningen af den første dag var det nødvendigt for mændene at krydse en dal, før mørket faldt på, og de valgte at lade sig glide ned ad en bjergside på en sammenflikket slæde af reb. De gjorde ikke holdt for natten, men fortsatte vandringen i måneskinnet mod den næste bjergtop. Tidligt næste morgen, den 21. maj, kunne de se Husvik Harbour under sig, og de vidste, at de var på rette vej. Kl. 7 om morgenen hørte de en dampfløjte fra Stromness, "den første lyd fra andre mennesker, der havde nået vores ører, siden vi forlod Stromness Bay i december 1914", skrev Shackleton. Efter en vanskelig nedtur, der involverede passage ad et frossent vandfald, nåede de i sikkerhed i hvalfangerstationen.
Shackleton skrev efterfølgende: "Jeg er ikke i tvivl om, at Forsynet ledte os ... Det var som om, at der ofte på vores lange og udmattende tur på 36 timer på tværs af øde bjerge og gletsjere ofte var fire, og ikke tre, af os.". Billedet af den fjerde rejsende blev taget op af T. S. Eliot i digtet The Waste Land.

#### Redning
Shackletons første opgave efter at være nået Stromness var at sørge for redningen af de tilbageblevne på sydkysten ved Peggoty Camp. Et hvalfangerskib blev sendt rundt om øen med Worsley til at vise vej. Om aftenen den 21. maj var alle seks fra James Caird atter samlet igen.
Det tog Shackleton fire forsøg, før han igen kunne komme tilbage til Elephant Island for at redde de tilbageblevne. Efter tre dage på South Georgia havde han fundet et større hvalfangerskib, The Southern Sky, der var lagt op i Husvik Harbour. Shackleton fik samlet et mandskab af frivillige, der gjorde skibet sejlklart. Da hvalfangeren nåede Elephant Island, måtte besætningen imidlertid konstatere, at øen lå bag en uigennemtrængelig barriere af pakis ca. 110 km fra øen. The Southern Sky var ikke bygget til at kunne bryde isen, og måtte derfor vende tilbage til Port Stanley på Falklandsøerne.
Da Shackleton nåede Port Stanley, sendte han et telegram til London om sin ekspedition og forløbet og bad om, at et egnet skib blev sendt til redningsoperationen. Det britiske Admiralty meddelte imidlertid, at der ikke var skibe ledige før i oktober, hvilket Shackleton mente var alt for sent. Ved hjælp fra den britiske ambassadør i Montevideo lykkedes det Shackleton at låne en tung trawler, Instituto de Pesca No. 1, af regeringen i Uruguay. Trawler stod ud med Shackleton om bord den 10. juni, men igen måtte Shackleton konstatere, at pakisen umuliggjorde en redning af de tilbageværende på Elephant Island.
Shackleton, Worsley og Crean rejste nu til Punta Arenas i Chile for at finde et egnet skib til redningsekspeditionen. Her mødte de Allan MacDonald, en brite, der ejede skonnerten Emma. McDonald udstyrende skibet til en redningsekspedition, der stod mod Elephant Island den 12. juli 1916, men igen med samme negative resultat - pakisen var fortsat for tyk. Shackleton opkaldte siden en gletsjer efter McDonald på Brunt Ice Shelf i Weddellhavet. Efter vanskeligheder med at finde gletsjeren igen, blev et nærliggende is-plateau i stedet navngivet McDonald Ice Rumples.
Det var nu blevet midt-august, mere end tre måneder siden Shackleton havde forladt Elephant Island. Shackleton bad indtrængende den chilenske regering om at låne ham skibet Yelcho, en mindre slæbebåd med dampmaskine, der havde assisteret Emma under det foregående forsøg. Chilenerne accepterede, og den 25. august stod Yelcho med kaptajn Luis Pardo mod Elephant Island. Denne gang var heldet med dem. Havet var åbent, og skibet kunne gå tæt på øen, selvom der var tyk tåge, da de ankom til øen. Kl. 11.40 den 30. august 1916 lettede tågen, og lejren blev lokaliseret, og efter mindre end en time var alle de overlevende fra Elephant Island sikkert ombord på Yelcho, der herefter sejlede til Punta Arenas.

#### På Elephant Island
Efter Shackleton tog af sted med James Caird, overtog Frank Wild kommandoen af gruppen på Elephant Island, hvoraf nogle var i dårlig fysisk og psykisk forfatning: Lewis Rickinson havde været udsat for et formodet hjerteanfald; Blackborow kunne ikke gå på grund af forfrysninger i fødderne, og Hudson led af en depression. Gruppens førsteprioritet var at skaffe et permanent ly under den kommende vinter, der stod for døren. Efter råd fra Marston og Lionel Greenstreet blev der opført en improviseret hytte (givet navnet "The Snuggery") bestående af de to både, der blev vendt op ad nogle lave stensætninger. Hytten gav ca. 1,5 m hovedhøjde. Ved hjælp af canvas og andet materiale lykkedes det et skabe et primitivt, men effektivt ly for vinteren.
Wild forventede oprindeligt, at gruppen måtte vente en måned på redning og nægtede derfor at tillade oparbejdelse af lagre med sæl- og pingvin, fordi han anså dette for en accept af nederlag. Denne politik førte til skarpe meningsudvekslinger med Thomas Orde-Lees.
Som ugerne gik og gruppen måtte erkende, at der ville gå mere end en måned, før redningen kom, fastsatte Wild rutiner og aktiviteter, der skulle gøre ventetiden udholdelig. Der blev etableret et permanent udkigpost for at spejde efter redningen, der blev etableret rotationsordninger for madlavning og arrangeret jagt efter sæl og pingvin. Der blev afholdt koncerter om lørdagen, fejret fødselsdage, men på trods heraf begyndte uroen at brede sig i takt med, at det ventede redningsskib udeblev. Blackborows venstre fod blev betændt som følgerne af forfrysninger, og den 15. juni 1916 måtte lægerne Macklin og McIlroy amputere foden i hytten oplyst af stearinlys. De brugte det sidste kloroform til bedøvelse under operationen, der tog 55 minutter og i øvrigt var en succes.
Den 23. august blev det klart, at Wilds forbud mod at opbygge lagre havde været uklogt. Havet omkring øen blev fyldt med pakis, der umuliggjorde et redningsskibs landgang på øen. Forsyningerne var ved at slippe op, og ingen pingviner kom i land. Orde-Lees skrev: "Vi bliver nødt til at spise dem, der dør først ... Der er mange sande ord, der siges i spøg". Wild overvejede nu seriøst at sejle til Deception Island, den 5. oktober 1916, hvor han håbede at møde en hvalfanger. I mellemtiden dukkede Yelcho og Shackleton op den 30. august 1916.

### Rosshavsgruppen
Aurora stod ud for Hobart på Tasmanien den 24. december 1914 efter at være blevet forsinket i Australien på grund af økonomiske problemer. Da hun ankom til McMurdosundet den 15. januar 1915, var det senere end planlagt, men gruppens leder, Aeneas Mackintosh, lagde alligevel planer for en rejse til isbarrieren for at begynde turen, hvor der skulle lægges depoter, da han regnede med, at Shackleton muligvis ville forsøge at krydse fra Weddellhavet allerede den første sæson. Hverken mændene i gruppen eller hundene var akklimatiserede, og deltagerne var generelt uden nogen erfaring i polaregne. Den første forcerede tur på isen medførte et tab på ti af gruppens hunde, et enkelt kun delvist komplet depot og en demoraliseret gruppe.
Den 7. maj 1915 lå Aurora for anker ved gruppens hovedkvarter ved Cape Evans, men blev under en storm vredet løs af fortøjningerne og trukket langt ud på havet på grund af drivisen. Hun var ikke i stand til at slippe fri af isen før den 12. februar 1916, hvor hun var blevet ført 2.500 km fra sin oprindelige position, før hun kunne sejle til New Zealand ved egen kraft. Hun medbragte størstedelen af forsyningerne, brændstof, tøj og andet udstyr, der skulle anvendes af den del af gruppen, der var blevet i land ved Cape Evans. For at kunne gennemføre sin opgave måtte resten af gruppen på land skaffe sig forsyninger fra hvad der fandtes af depoter fra tidligere rejsende i regionen, herunder Scotts Terra Nova-ekspedition, der havde haft base ved Cape Evans nogle år tidligere. Det lykkedes gruppen at gennemføre opbygningen af depoter til Shackletons gruppe i den næste sæson i september 1915.
I de følgende måneder blev de planlagte depoter lagt som planlagt med et mellemrum på en grad henover Rossbarrieren til foden af Beardmore-gletsjeren. På vejen tilbage blev gruppen ramt af skørbug. Rosshavsgruppens præst og fotograf, Arnold Spencer-Smith, faldt om på isen og døde. Resten af gruppen nåede et midlertidigt ly på Hut Point og kom til hægterne der. Den 8. maj 1916 besluttede Mackintosh og Victor Hayward at gå over den ustabile havis mod Cape Evans. De blev fanget i en isstorm og blev aldrig set siden. De syv overlevende måtte vente under barske vilkår i otte måneder indtil den 10. januar 1917, hvor en repareret og genudrustet Aurora ankom for at bringe dem tilbage til civilisationen.
Shackleton fulgte med Aurora som "ekstra" officier på skibet, da han var blevet nægtet kommandoen over skibet af regeringerne i New Zealand, Australien og Storbritannien, der tilsammen havde organiseret Rosshavgruppens redningsekspedition.

## Tilbage til civilisationen
Deltagerne i ekspeditionen havde ikke haft kontakt med verden udenfor siden 1914 og var ikke bekendt med udbruddet af Verdenskrigen. Nyheden om Shackletons ankomst til Falklandsøerne nåede kortvarigt overskrifterne den 2. juni 1916. Deltagerne i ekspeditionen kom hjem lidt efter lidt på et kritisk tidspunkt under krigen og fik ikke den forventede heltemodtagelse. Da Shackleton selv kom tilbage til England den 29. maj 1917 efter en kort tur til USA, hvor han fortalte om ekspeditionen, blev hans tilbagevenden knap nok bemærket.
Mange af ekspeditionens deltagere gik kort efter hjemkomsten i aktiv tjeneste i hæren eller i flåden. Tre døde under krigen; Tim McCarthy og Alfred Cheetham blev dræbt i kamp, og Ernest Wild døde af tyfus under tjeneste i Middelhavet. Flere andre blev alvorligt såret og flere modtog medaljer for heltemodig indsats under krigstjenesten. Efter en propaganda-mission i Buenos Aires blev Shackleton i krigens sidste uger ansat i specialtjeneste i Murmansk, hvor han fik rang af major. Dette holdt ham beskæftiget indtil marts 1919. Han organiserede herefter yderligere en ekspedition i Antarktis, Shackleton–Rowett ekspeditionen med skibet Quest, der stod ud af London den 17. september 1921. Shackleton døde af et hjerteanfald den 5. januar 1922, da Quest lå for anker ved South Georgia.
Wild, Worsley, Macklin, McIlroy, Hussey, Kerr, McLeod og kokken Charles Green fra Endurance sejlede alle med Quest. Efter Shackletons død blev ekspeditionen, der bl.a. skulle udforske Enderby Land, indstillet. Wild ledte en tur til Elephant Island, hvor gruppen kastede anker ud for Cape Wild, hvor de kunne se de gamle landmærker, men vejret gav ikke mulighed for at gå i land.
Det skulle tage mere end 40 år før, at det lykkedes at krydse Antarktis. Ekspeditionen Commonwealth Trans-Antarctic Expedition (1955–58) fulgte en rute fra Vahselbugten, der undgik Beardmoregletsjeren og det meste af Ross Iskanten, og nåede McMurdo Sound over en nedstigning fra Skeltongletsjeren. Den samlede ekspedition tog 99 dage.

## I populærkulturen
Der er siden 1960 produceret mange film og dokumentarfilm om ekspeditionen.
Chasing Shackleton er en britisk dokumentarserie i tre dele fra 2013 om en moderne ekspedition, der genskaber 1914 ekspeditionen redningsdel. Det primære mål for denne dokumentar var at genskabe forløbet med redningsbådene ved brug af en lignende redningsbåd og de samme materialer.
Discovery Channel producerede dokumentaren Shackleton: Death or Glory indeholdende gengivelse af meget materiale om ekspeditionen og genindspilning af mange af ekspeditionens dramatiske højdepunkter.
Endurance: The Story of Ernest Shackleton er en kommende biograffilm om The Trans-Antarctic Expedition of 1914. Filmen er i postproduktion og forventes at udkomme den 21. november 2015, på hundredeårsdag for Endurances forlis.

## Film
- South Arkiveret 22. marts 2012 hos  Wayback Machine. (1919). Frank Hurleys originale dokumentarfilm om ekspeditionen
- The Endurance: Shackleton's Legendary Antarctic Expedition. Arkiveret 11. april 2012 hos  Wayback Machine Film instrueret af George Butler (2000)
- Shackleton's Antarctic Adventure Arkiveret 14. februar 2012 hos  Wayback Machine Rekonstruktion, filmet i 1999 and 2000
- Great Adventurers: Ernest Shackleton – To The End Of The Earth Arkiveret 22. oktober 2012 hos  Wayback Machine Dokumentarfilm fra 1999
- Shackleton (TV film) Arkiveret 8. oktober 2011 hos  Wayback Machine TV-filmatisering i to dele (2001) Kenneth Branagh i hovedrollen som Ernest Shackleton